# Gaspard de Forbin
Gaspard de Forbin, né vers 1552 et mort le 3 décembre 1637 à Toulon, est un homme politique français.

## Biographie
Seigneur de Soliers, Saint-Cannat, Saint-Rémy, marquis titulaire de Pont-à-Mousson, Forbin est conseiller et gentilhomme ordinaire de la Chambre du Roi. Gouverneur de Toulon, maréchal de camp, il est nommé par le Parti royal Commandant en Provence. Gouverneur de Puech, il est à l'origine du lever du siège du duc de Savoie.
En 1617, il est député par la noblesse de Provence à l'Assemblée des notables convoquée à Rouen.
Il épouse le 24 janvier 1586 Clarice de Pontevès de Carcès de Favas dite Claire, fille de Jean, comte de Carcès, Grand-Sénéchal et Lieutenant du Roi en Provence et de Marguerite de Brancas. Membre de l'Ordre des chevaliers de Malte, il est nommé prieur de Solliès en 1622.
On lui doit des Mémoires sur l'histoire de la Provence de 1578 à 1597.